# Larry David
Lawrence Gene David (Brooklyn, 1947. július 2.) ismertebb nevén Larry David, kétszeres Primetime Emmy-díjas amerikai humorista, író, színész, rendező és producer. Jerry Seinfelddel együtt készítette a Seinfeld című televíziós sitcomot, amelynek fő írója és producere volt első hét évadában. Saját készítésű vígjátéksorozata a Félig üres, melyben önmagát alakítja. Ő írja a sorozat összes epizódját. Egy 2004-es brit szavazáson a huszonharmadik legnagyobb humorcsillagnak nevezték. 2010-ben megnyerte a Laurel-díjat.

## Élete
David Brooklyn Sheepshead Bay nevű negyedében nőtt fel. Szülei Rose és Mortimer Julius "Morty" David ruhakészítő. Idősebb testvére Ken. David családja zsidó származású. David a Sheepshead Bay-i középiskolában érettségizett, majd a marylandi egyetemen tanult. A középiskolában jött rá, hogy szimplán azzal meg tudja nevettetni az embereket, ha önmagát adja. 
Miután elvégezte a középiskolát, bevonult a katonaságba.
Humorista pályafutása mellett eladóként, limuzin sofőrként és történészként is dolgozott. A manhattani Hell’s Kitchenben élt, a Manhattan Plaza nevű társasházban. David ezt követően az American Broadcasting Company Fridays című sorozatának írója lett 1980-tól 1982-ig, majd az NBC Saturday Night Live című műsorának írója volt 1984-től 1985-ig. Az SNL-ben töltött ideje alatt csak egy jelenetet kapott, amelyet a műsor utolsó időpontjában játszottak.
1989-ben összefogott Jerry Seinfeld humoristával, hogy elkészítsék a The Seinfeld Chronicles című pilóta epizódot, amely a Seinfeld alapja lett. A hetedik évad után kivált a sorozatból, de 1998-ban visszatért, hogy megírja a sorozatzáró epizódot.
2008-ban 55 millió dollárt keresett a DVD eladásokkal és a Félig üres sorozattal. Tizenkilenc alkalommal jelölték Emmy-díjra, a Seinfeld miatt, amit két alkalommal meg is nyert: egyszer a legjobb vígjáték kategóriában, egyszer pedig a sorozat írásáért.
1999. október 17-én az HBO csatorna leadta egy órás különkiadását, a Larry David: Curb Your Enthusiasm-et, amelyet a Félig üres követett 2000. október 15-én. A sorozat a Seinfeld több témáját is feldolgozza.
Hatásainak Woody Allent, Mel Brooksot, Phil Silverst, az Abbott és Costello párost, Jackie Masont, Alan Kinget, Don Ricklest és a MAD magazint tette meg.
David felesége Laurie David volt 1993-tól 2007-ig. Két lányuk van. Laurie és Larry közreműködő bloggerek lettek a The Huffington Postnál 2005 májusában. 2020-ban Ashley Underwoodot vette feleségül, akivel Sacha Baron Cohen születésnapi buliján találkozott 2017-ben. Ateista.

## További információ
- Larry David a PORT.hu-n (magyarul)
- Larry David az Internetes Szinkronadatbázisban (magyarul)
- Larry David az Internet Movie Database-ben (angolul)
- Larry David a Rotten Tomatoeson (angolul)